# 1710-е

## Догађаји и трендови
- 1710. — рођен Луј XV, будући француски краљ.
- 1711. — умро гроф Ђорђе Бранковић, српски владар.
- 1714. — умрла Ана од Велике Британије, енглеска краљица.
- 1714. — на енглеско престоље дошао Џорџ I.
- 1714. — завршио се Рат за шпанско насљеђе.
- 1715. — умро француски краљ Луј XIV.
- 1717. — Волтер је осуђен на годину дана затвора у Бастиљи због својих сатиричних текстова.
- 1717. — Шпанија ујединила своје јужноамеричке колоније у Нову Гренаду.
- 1717. — Португалци основали Монтевидео у Уругвају.
- 1717. — раздор између Џорџа I и његовог сина Џорџа II довео до избацивања Џорџа II из краљевске куће.
- 1717. — рођен Мустафа III, отомански султан.
- 1717. — рођена Марија Терезија, аустријска царица.
- 1718. — Французи су основали Њу Орлеанс у Сјеверној Америци.
- 1718. — Пожаревачким миром Хабзбуршкој монархији је припала сјеверна Србија и Босна.

## Наука
- 1710. — умро Оле Кристенсен Ремер, дански астроном.
- 1711. — рођен Руђер Бошковић.
- 1711. — рођен Дејвид Хјум, шкотски филозоф, економиста и историчар.
- 1716. — умро Готфрид Вилхелм Лајбниц, немачки филозоф, математичар, проналазач, правник, историчар, дипломата и политички саветник.
- 1717. — рођен Жан ле Рон д'Аламбер, француски математичар и енциклопедиста.

## Култура
- 1712. — рођен Жан Жак Русо, швајцарски филозоф.